# Carl Ottosen (skuespiller)
 Der er flere personer med dette navn, se Carl Ottosen.
Carl Ernst Ottosen (født 19. juli 1918 i Asminderød, død 8. januar 1972 i Holtensminde, Lejre Kommune) var en dansk skuespiller, filminstruktør og manuskriptforfatter.

## Uddannelse og karriere
Student 1938. Uddannet på Odense Teaters elevskole 1940-1943. Herefter turnerede han i tre år i provinsen.
Sidenhen fik han flere engagementer ved diverse privatteatre i København, herunder Fiolteatret, Folketeatret og Det ny Scala.
Carl Ottosen medvirkede en del i radio og TV og huskes måske især for sine roller som oversergent Vældegaard, kaldet "Kannibalen", samt Knagsted i Gustav Wieds Livsens ondskab, som han nåede at indspille kort før sin død.

## Familie
Ottosen var gift med skuespilleren Tove Maës fra 1944 til 1948 Efterfølgende blev han den 12. maj 1953 gift på Københavns Rådhus med balletdanserinden og koreografen Hanne Thuris (4. april 1934 - 9. december 1973).
Han var bror til skuespilleren Johannes Ottosen, søsteren Ursula Ottosen samt flere halvsøskende på sin fars side.
Carl Ottosen døde pludseligt, kun 53 år gammel, som følge af et hjertestop.

## Efter Ottosens død
Han fik en søn med Hanne Thuris ved navn Svend Mikkel Thuris Ottosen. Sønnen døde i 2017. Efter Svend Mikkel Thuris Ottosens død efterlod han sig umiddelbart ingen arvinger. Eftersøgningen af hans arvinger blev vist i DR1 programserien “Forsvundne arvinger”, som program nummer 6 i seriens anden sæson. Programvært Mette Frisk og arkivar Adam Jon Kronegh og hans kollegaer, formåede at finde 11 mulige arvinger til Svend Mikkel Thuris Ottosen. De arvede ikke direkte Svend Mikkel, men ophavsrettighederne til Carl Ottosens film og manuskripter.
De 11 mulige arvinger skulle afhøres i skifteretten og bede Justitsministeriet om lov til at arve Svend Mikkel Thuris Ottosens fars ophavsrettigheder.[kilde mangler]

## Filmografi
| År   | Titel                                 | Rolle                  | Noter             |
| ---- | ------------------------------------- | ---------------------- | ----------------- |
| 1947 | De pokkers unger                      |                        |                   |
| 1951 | Bag de røde porte                     |                        |                   |
| 1952 | Vejrhanen                             |                        |                   |
| 1953 | Kriminalsagen Tove Andersen           |                        |                   |
| 1954 | I kongens klæ'r                       |                        |                   |
| 1954 | Karen, Maren og Mette                 |                        |                   |
| 1954 | Kongeligt besøg                       |                        |                   |
| 1954 | En sømand går i land                  |                        |                   |
| 1954 | Vores lille by                        |                        |                   |
| 1957 | Jeg elsker dig                        |                        |                   |
| 1957 | Sønnen fra Amerika                    |                        |                   |
| 1958 | Soldaterkammerater                    | oversergent Vældegaard |                   |
| 1959 | Helle for Helene                      |                        |                   |
| 1959 | Soldaterkammerater rykker ud          | oversergent Vældegaard |                   |
| 1959 | Vi er allesammen tossede              |                        |                   |
| 1960 | Forelsket i København                 |                        |                   |
| 1960 | Frihedens pris                        |                        |                   |
| 1960 | Soldaterkammerater på vagt            | oversergent Vældegaard |                   |
| 1960 | Tro, håb og trolddom                  |                        |                   |
| 1960 | Pas på gående - gående pas på         |                        | Undervisningsfilm |
| 1961 | Poeten og Lillemor i forårshumør      |                        |                   |
| 1961 | Reptilicus                            | general                |                   |
| 1961 | Soldaterkammerater på efterårsmanøvre | oversergent Vældegaard |                   |
| 1961 | Sorte Shara                           |                        |                   |
| 1962 | Journey to the Seventh Planet         |                        |                   |
| 1962 | Soldaterkammerater på sjov            | oversergent Vældegaard |                   |
| 1963 | Et døgn uden løgn                     |                        |                   |
| 1963 | Peters landlov                        |                        |                   |
| 1964 | Don Olsen kommer til byen             | politibetjent          |                   |
| 1964 | Fem mand og Rosa                      |                        |                   |
| 1964 | Mord for åbent tæppe                  |                        |                   |
| 1964 | Premiere i helvede                    |                        |                   |
| 1964 | Tine                                  |                        |                   |
| 1965 | Flådens friske fyre                   |                        |                   |
| 1965 | Passer passer piger                   | brandmajor             |                   |
| 1966 | Dyden går amok                        |                        |                   |
| 1966 | Nu stiger den                         |                        |                   |
| 1966 | Pigen og greven                       |                        |                   |
| 1966 | Slap af, Frede!                       |                        |                   |
| 1966 | Soyas tagsten                         |                        |                   |
| 1966 | Sult                                  |                        |                   |
| 1967 | Jeg - en marki                        |                        |                   |
| 1967 | Det er ikke appelsiner - det er heste |                        |                   |
| 1967 | Smukke Arne og Rosa                   |                        |                   |
| 1967 | Elsk din næste                        |                        |                   |
| 1968 | Soldaterkammerater på bjørnetjeneste  | oversergent Vældegaard |                   |
| 1968 | Jeg - en kvinde 2                     |                        |                   |
| 1968 | Dyrlægens plejebørn                   |                        |                   |
| 1969 | Der kom en soldat                     |                        |                   |
| 1969 | Sjov i gaden                          | chefen                 |                   |
| 1970 | Amour                                 |                        |                   |
| 1970 | Præriens skrappe drenge               | sherif                 |                   |
| 1970 | Nøglen til Paradis                    |                        |                   |
| 1971 | Guld til præriens skrappe drenge      |                        |                   |
| 1971 | Tandlæge på sengekanten               |                        |                   |
| 1972 | Livsens ondskab                       |                        |                   |